# Элемент длины

Элемент длины

Элеме́нт длины́ (англ. line element; length element) — понятие математического анализа и дифференциальной геометрии, точнее — интегрального исчисления, элемент интегрирования, главная линейная часть приращения длины кривой, то есть малый отрезок касательной к кривой в рассматриваемой точке. Синонимы: дифференциал длины дуги, дифференциал дуги, элемент дуги, линейный элемент.
Обозначается {\displaystyle dl} или {\displaystyle ds}. При вычислении циркуляции векторного поля представляется в векторной форме как 
{\displaystyle d{\vec {l}}=dl\cdot {\vec {e}}_{t}},
где {\displaystyle {\vec {e}}_{t}} — единичный вектор вдоль касательной.
Математическая запись элемента длины зависит от типа системы координат и вида рассматриваемой кривой. В случае декартовой системы элемент длины плоской кривой может выражаться формулой
{\displaystyle dl={\sqrt {dx^{2}+dy^{2}}}={\sqrt {1+y'^{2}}}dx}.
Её правомерность видна из геометрических рассуждений. Пусть аргумент есть абсцисса {\displaystyle x}. Элемент длины {\displaystyle dl} отвечает длине части {\displaystyle MP} касательной к дуге от точки касания {\displaystyle M} до пересечения {\displaystyle P} с приращённой ординатой (см. рис.). Дифференциал {\displaystyle dx} равен {\displaystyle MQ}, дифференциал {\displaystyle dy=QP}, и по теореме Пифагора для {\displaystyle dl=MP} получается выписанное выражение. По сути, формула приравнивает приращение касательной к дуге {\displaystyle dl} к главной части приращения длины дуги {\displaystyle \Delta l={\stackrel {\smile }{MN}}}.
Квадрат элемента длины, выраженный через координаты пространства, называется метрической формой пространства.
Длина {\displaystyle L} плоской или пространственной дуги {\displaystyle {\stackrel {\smile }{AB}}} в любом пространстве находится как криволинейный интеграл первого рода:
{\displaystyle L=\int _{(A)}^{(B)}1\,dl}.
Элемент длины используется при вычислении криволинейных интегралов. Определённым интегралом с интегральным элементом длины можно выразить целый ряд геометрических и физических величин, например, длину кривой (с подынтегральной функцией 1), площадь или объём (со скалярной подынтегральной функцией), циркуляцию физического вектора по некоему контуру (с векторной подынтегральной функцией).
Аналоги элемента длины больших размерностей — элемент площади и элемент объёма, которые принципиально отличаются от элемента длины тем, что не являются приращениями соответствующих величин — площади и объёма.

## Элемент длины в декартовых координатах

### Двумерный (плоский) случай
Рассмотрим на плоскости параметрически заданную кривую {\displaystyle L}, определяемую в декартовой системе координат параметрическими уравнениями
{\displaystyle x=\varphi (t),\quad } {\displaystyle y=\psi (t),}
причём у функций {\displaystyle \varphi (t)} и {\displaystyle \psi (t)} производные непрерывны на отрезке {\displaystyle [\alpha ,\beta ]}. В силу формулы вычисления длины отрезка кривой длина {\displaystyle l(t)} переменной дуги задаётся следующей формулой:
{\displaystyle l(t)=\int _{\alpha }^{t}{\sqrt {\varphi '^{2}(\tau )+\psi '^{2}(\tau )}}d\tau .}
В этой формуле подынтегральная функция непрерывна, следовательно,
{\displaystyle l'(t)={\sqrt {\varphi '^{2}(t)+\psi '^{2}(t)}}}
по свойству интеграла с верхним переменным пределом. Обе части этого равенства возведём в квадрат и потом умножим на {\displaystyle dt^{2}}, получим:
{\displaystyle (l'(t)dt)^{2}=(\varphi '(t)dt)^{2}+(\psi '(t)dt)^{2},}
откуда по причине того, что
{\displaystyle l'(t)dt=dl,\quad } {\displaystyle \varphi '(t)dt=dx,\quad } {\displaystyle \psi '(t)dt=dy,}
окончательно получаем квадрат элемента длины:
{\displaystyle dl^{2}=dx^{2}+dy^{2}.}
Если в качестве параметра уравнений кривой взять длину {\displaystyle l} переменной дуги (естественная параметризация), то есть положить
{\displaystyle x=g(l),\quad } {\displaystyle y=h(l),}
то тогда имеет место следующее равенство:
{\displaystyle \left({\frac {dx}{dl}}\right)^{2}+\left({\frac {dy}{dl}}\right)^{2}=1.}

### Общий трёхмерный случай
Обобщая полученные результаты на трёхмерное пространство, получаем, что для параметрически заданной пространственной кривой {\displaystyle L}, определяемой в декартовой системе координат параметрическими уравнениями
{\displaystyle x=\varphi (t),\quad } {\displaystyle y=\psi (t),\quad } {\displaystyle z=\chi (t),}
причём у функций {\displaystyle \varphi (t)}, {\displaystyle \psi (t)} и {\displaystyle \chi (t)} производные непрерывны на отрезке {\displaystyle [\alpha ,\beta ]}, верна следующая формула для квадрата элемента длины:
{\displaystyle dl^{2}=dx^{2}+dy^{2}+dz^{2}.}
Из этой формулы следует, что если в качестве параметра уравнений пространственной кривой взять длину {\displaystyle l} переменной дуги, то есть положить
{\displaystyle x=g(l),\quad } {\displaystyle y=h(l),\quad } {\displaystyle z=k(l),}
то тогда имеет место следующее равенство:
{\displaystyle \left({\frac {dx}{dl}}\right)^{2}+\left({\frac {dy}{dl}}\right)^{2}+\left({\frac {dz}{dl}}\right)^{2}=1.}

## Элемент длины в криволинейных координатах

### Плоский случай, полярные координаты
Элемент длины в полярной системе координат определяется следующей формулой:
{\displaystyle dl={\sqrt {d\rho ^{2}+\rho ^{2}d\varphi ^{2}}}.}

Элемент длины в полярных координатах

Вычислим элемент длины на плоскости в полярной системе координат. Пусть даны некоторая дуга и произвольная точка {\displaystyle M} на ней (см. рис.). Проведём координатную окружность (с центром в начале координат {\displaystyle O}) радиуса {\displaystyle OM=\rho }. Рассмотрим криволинейный треугольник {\displaystyle MKN}, образованный дугой окружности {\displaystyle {\stackrel {\smile }{MK}}=\rho \Delta \varphi }, отрезком {\displaystyle KN=\Delta \rho } и частью {\displaystyle {\stackrel {\smile }{MN}}=\Delta l} исходной дуги, причём у этого треугольника угол при вершине {\displaystyle K} прямой. Теорема Пифагора для такого криволинейного треугольника в точности не соблюдается, но когда дуга {\displaystyle {\stackrel {\smile }{MN}}} бесконечно мала, сумма квадратов «катетов» эквивалентна квадрату «гипотенузы»: 
{\displaystyle {\stackrel {\smile }{MN}}\approx {\sqrt {KN^{2}+{\stackrel {\smile }{KM}}\,\!^{2}}}},
то есть в других обозначениях
{\displaystyle \Delta l\approx {\sqrt {\Delta \rho ^{2}+\rho ^{2}\Delta \varphi ^{2}}}\approx {\sqrt {d\rho ^{2}+\rho ^{2}d\varphi ^{2}}}},
а эта формула и представляет элемент длины дуги {\displaystyle l} в полярной системе координат.
Дифференциал дуги в полярной системе координат можно вычислить, исходя из элемента длины в декартовой системе координат
{\displaystyle dl={\sqrt {dx^{2}+dy^{2}}}},
используя формулы, выражающие декартовы координаты через полярные:
{\displaystyle x=\rho \cos \varphi ,\quad } {\displaystyle y=\rho \sin \varphi .}
Действительно, вычислим дифференциалы координат
{\displaystyle dx=d(\rho \cos \varphi )=\cos \varphi \,d\rho -\rho \sin \varphi \,d\varphi },
{\displaystyle dy=d(\rho \sin \varphi )=\sin \varphi \,d\rho +\rho \cos \varphi \,d\varphi }
и подставим эти равенства в элемент длины в декартовых координатах, получим:
{\displaystyle dl={\sqrt {(\cos \varphi \,d\rho -\rho \sin \varphi \,d\varphi )^{2}+(\sin \varphi \,d\rho +\rho \cos \varphi \,d\varphi )^{2}}}=}
{\displaystyle ={\sqrt {d\rho ^{2}+\rho ^{2}d\varphi ^{2}}}}.

### Цилиндрическая и сферическая системы
Запись трёхмерного элемента длины в цилиндрических и сферических координатах представлена в таблице. Цилиндрическая запись при {\displaystyle z=0} и сферическая при {\displaystyle \theta =\pi /2} превращаются в выражение для случая полярной системы.
| Система координат | Переменные                                 | Квадрат элемента длины                                                                           | Коэффициенты Ламе                                                                                              |
| ----------------- | ------------------------------------------ | ------------------------------------------------------------------------------------------------ | --- |
| Декартова         | {\displaystyle x,\,y,\,z}                  | {\displaystyle dl^{2}=dx^{2}+dy^{2}+dz^{2}}                                                      | {\displaystyle L_{x}=L_{y}=L_{z}=1}                                                                            |
| Цилиндрическая    | {\displaystyle \rho ,\,\varphi ,\,z}       | {\displaystyle dl^{2}=d\rho ^{2}+\rho ^{2}d\varphi ^{2}+dz^{2}}                                  | {\displaystyle L_{\rho }=L_{z}=1,} {\displaystyle L_{\varphi }=\rho }                                          |
| Сферическая       | {\displaystyle \rho ,\,\theta ,\,\varphi } | {\displaystyle dl^{2}=d\rho ^{2}+\rho ^{2}d\theta ^{2}+\rho ^{2}\sin ^{2}\theta \ d\varphi ^{2}} | {\displaystyle L_{\rho }=1,} {\displaystyle L_{\theta }=\rho ,} {\displaystyle L_{\varphi }=\rho \sin \theta } |

## Некоторые несложные примеры расчёта
Для кривой {\displaystyle y=x^{2}} имеем 
{\displaystyle dl={\sqrt {dx^{2}+dy^{2}}}={\sqrt {1+\left|dy/dx\right|^{2}}}\,dx={\sqrt {1+4x^{2}}}\,dx={\sqrt {1+4y}}\,dx},
{\displaystyle {\vec {e}}_{l}={\frac {dx}{dl}}\,{\vec {e}}_{x}+{\frac {dy}{dl}}\,{\vec {e}}_{y}={\frac {dx}{{\sqrt {1+4x^{2}}}\,dx}}\,{\vec {e}}_{x}+{\frac {dy}{{\sqrt {1+4y}}\,dx}}\,{\vec {e}}_{y}={\frac {{\vec {e}}_{x}}{\sqrt {1+4x^{2}}}}+{\frac {2x\,{\vec {e}}_{y}}{\sqrt {1+4y}}}}.
Ещё пример: для исходящего из начала координат луча ({\displaystyle \theta =\theta _{0}=} const, {\displaystyle \varphi =\varphi _{0}=} const) будет
{\displaystyle dl=d\rho ={\sqrt {dx^{2}+dy^{2}+dz^{2}}}=|\cos \theta _{0}|^{-1}\,dz},
{\displaystyle {\vec {e}}_{l}={\vec {e}}_{\rho }=\sin \theta _{0}\cos \varphi _{0}\,{\vec {e}}_{x}+\sin \theta _{0}\sin \varphi _{0}\,{\vec {e}}_{y}+\cos \theta _{0}\,{\vec {e}}_{z}}.
И ещё: элемент длины арки циклоиды
{\displaystyle x=a(t-\sin t),\quad } {\displaystyle y=a(1-\cos t)}
равен:
{\displaystyle dl={\sqrt {dx^{2}+dy^{2}}}=a{\sqrt {2(1-\cos t)}}dt=2a\sin {\frac {t}{2}}\,dt,\quad } {\displaystyle 0\leqslant t\leqslant 2\pi ,\quad a>0.}

## Элемент длины в римановых пространствах
В этом разделе представлены квадраты элемента длины, то есть метрические формы, в некоторых важнейших римановых пространствах.
Евклидово {\displaystyle n}-мерное пространство:
{\displaystyle dl^{2}=dx_{1}^{2}+dx_{2}^{2}+\dots +dx_{n}^{2}}.
Плоскость Лобачевского:
{\displaystyle dl^{2}={\frac {1}{k^{2}}}{\frac {(1-y^{2})dx^{2}+2xydxdy+(1-x^{2})dy^{2}}{(1-x^{2}-y^{2})^{2}}}},
где {\displaystyle k<0} — постоянная, которая называется кривизной пространства Лобачевского; {\displaystyle k^{2}(x^{2}+y^{2})<1}.
Трёхмерное пространство Лобачевского:
{\displaystyle dl^{2}={\frac {dx^{2}+dy^{2}+dz^{2}}{\left[1+{\displaystyle {\frac {k}{4}}}(x^{2}+y^{2}+z^{2})\right]^{2}}},\quad } {\displaystyle 1+{\frac {k}{4}}(x^{2}+y^{2}+z^{2})>0}.
Пространство Минковского:
{\displaystyle dl^{2}=dt-{\frac {1}{c^{2}}}(dx^{2}+dy^{2}+dz^{2})},
где {\displaystyle c} ― скорость света, {\displaystyle t} ― время события. В пространстве Минковского элемент длины может принимать мнимое значение.
Финслерово пространство:
{\displaystyle dl=f(x^{1},\dots ,x^{n};dx^{1},\dots ,dx^{n})},
где {\displaystyle f(x^{1},\dots ,x^{n};dx^{1},\dots ,dx^{n})} — произвольная положительно однородная функция относительно аргументов {\displaystyle dx^{1},\dots ,dx^{n}}.

## Элемент длины в произвольных координатах
Для элемента длины {\displaystyle dl} выведем формулу в произвольных координатах, опираясь на формулу в декартовых и ради краткости ограничиваясь двумерной ситуацией (хотя рассуждения можно распространить на трёхмерную).
Пусть задана система координат {\displaystyle (u,\,v)}, определяемая уравнениями
{\displaystyle x=x(u,\,v),\quad y=y(u,\,v),}
позволяющими по координатам {\displaystyle u} и {\displaystyle v} любой точки вычислить её декартовы координаты {\displaystyle x} и {\displaystyle y}. Примем, что функции {\displaystyle x=x(u,\,v)} и {\displaystyle y=y(u,\,v)} непрерывно дифференцируемы и обратимы, а якобиан этих функций не равен нулю: {\displaystyle \det[D(x,\,y)}/{D(u,\,v)]\neq 0}.
Пусть, далее, дана некоторая кривая {\displaystyle u=u(t),} {\displaystyle v=v(t),} и пусть {\displaystyle dt} — изменение параметра {\displaystyle t}, а {\displaystyle dl} — элемент длины этой кривой, соответствующий {\displaystyle dt}. Тогда, подставив в уравнение
{\displaystyle dl^{2}=dx^{2}+dy^{2}}
величины
{\displaystyle dx={\frac {\partial x}{\partial u}}du+{\frac {\partial x}{\partial v}}dv,\quad dy={\frac {\partial y}{\partial u}}du+{\frac {\partial y}{\partial v}}dv},
где {\displaystyle du=u'(t)dt}, {\displaystyle dv=v'(t)dt}, получим:
{\displaystyle dl^{2}=Edu^{2}+2Fdudv+Gdv^{2}},
где {\displaystyle E={\frac {\partial x}{\partial u}}^{2}+{\frac {\partial y}{\partial u}}^{2}}, {\displaystyle F={\frac {\partial x}{\partial u}}{\frac {\partial x}{\partial v}}+{\frac {\partial y}{\partial u}}{\frac {\partial y}{\partial v}}}, {\displaystyle G={\frac {\partial x}{\partial v}}^{2}+{\frac {\partial y}{\partial v}}^{2}}.
{\displaystyle E}, {\displaystyle F} и {\displaystyle G} суть величины, которые при выбранных координатах {\displaystyle (u,\,v)} полностью задаются выписанными выше уравнениями в любой точке плоскости, причём независимо от выбора кривой, проходящей через эту точку. Напротив, оба дифференциала {\displaystyle du} и {\displaystyle dv} определяются только перемещением точки с координатами {\displaystyle u} и {\displaystyle v}.
Другими словами, выражение для {\displaystyle dl^{2}} есть квадратичная форма (метрическая форма) с аргументами {\displaystyle du}, {\displaystyle dv} и коэффициентами {\displaystyle E}, {\displaystyle F}, {\displaystyle G}. Полученная формула выражает длину на евклидовой плоскости в произвольных координатах и как частный случай содержит прежнюю формулу для длины в декартовых.

## Элемент длины в приложениях

### Подынтегральная функция 1
Помимо чисто геометрических задач, понятие скалярного «элемента длины» широко применяется в физике при расчёте длины траектории частицы. Скажем, если траектория задана зависимостью радиус-вектора от времени {\displaystyle {\vec {r}}(t)=x(t){\vec {e}}_{x}+y(t){\vec {e}}_{y}+z(t){\vec {e}}_{z}}, то {\displaystyle dx={\dot {x}}dt} (и так же для других компонент) и
{\displaystyle L[t_{0},\ldots t]=\int _{t_{0}}^{t}dl=\int _{t_{0}}^{t}{\sqrt {{\dot {x}}^{2}(\tau )+{\dot {y}}^{2}(\tau )+{\dot {z}}^{2}(\tau )}}\,d\tau },
где точка над символом означает производную по времени.

### Элемент поверхности вращения

Элемент поверхности вращения

Пусть плоская дуга {\displaystyle {\stackrel {\smile }{AB}}} вращается вокруг оси {\displaystyle OX}. Тогда в трёхмерном пространстве получается поверхность вращения, площадь которой равна следующему выражению (см. рис.):
{\displaystyle S=\int _{(A)}^{(B)}2\pi y\,dl},
где {\displaystyle y} — ордината меридиана {\displaystyle AB}, {\displaystyle dl={\sqrt {dx^{2}+dy^{2}}}} — элемент длины дуги меридиана, {\displaystyle 2\pi ydl} — элемент поверхности вращения, {\displaystyle (A)} и {\displaystyle (B)} — крайние значения параметра {\displaystyle t}, через которые выражены координаты {\displaystyle x=x(t)}, {\displaystyle y=y(t)}.
Вычислим площадь поверхности вращения. Разделим поверхность вращения {\displaystyle ABB'A'} на параллельные кольца, а каждое кольцо {\displaystyle MNN'M'} заменим на боковую поверхность усечённого конуса, сохранив основания. Так как площади поверхностей этих усечённых конусов эквивалентны, то площадь кольца {\displaystyle MNN'M'}
{\displaystyle S_{MNN'M'}\approx \pi (PM+QN)MN},
а поскольку
{\displaystyle PM+QN=2y+\Delta y},
{\displaystyle {\stackrel {\smile }{MN}}\approx MN=\Delta l}
то
{\displaystyle S_{MNN'M'}\approx \pi (2y+\Delta y)\Delta l\approx 2\pi y\Delta l},
откуда и следует доказываемая формула:
{\displaystyle S=\int _{(A)}^{(B)}2\pi y\,dl}.
Пример. Найдём площадь поверхности, которая получается при вращении арки циклоиды
{\displaystyle x=a(t-\sin t),\quad } {\displaystyle y=a(1-\cos t)}
вокруг её основания. Сразу получаем:
{\displaystyle dl=2a\sin {\frac {t}{2}}\,dt,\quad } {\displaystyle 0\leqslant t\leqslant 2\pi ,}
{\displaystyle S=\int _{0}^{2\pi }2\pi a(1-\cos t)\cdot 2a\sin {\frac {t}{2}}\,dt=}
{\displaystyle =8\pi a^{2}\int _{0}^{2\pi }\sin ^{3}{\frac {t}{2}}\,dt={\frac {64}{3}}\pi a^{2}.}
Сравним полученный результат с площадью осевого сечения, то есть с двойной площадью арки циклоиды {\displaystyle 6\pi a^{2}}, получим, что площадь поверхности вращения превышает площадь сечения в {\displaystyle 3{\frac {5}{9}}} раза.
Пример. Найдём площадь поверхности, которая получается при вращении куска параболы 
{\displaystyle x=t,\quad } {\displaystyle y=t^{2},\quad } {\displaystyle 0\leqslant x\leqslant 1}
вокруг оси {\displaystyle x}. Сразу получаем:
{\displaystyle dl={\sqrt {1+4t^{2}}},\quad } {\displaystyle S=2\pi \int _{0}^{1}t^{2}{\sqrt {1+4t^{2}}}\,dt.}
Пример. Найдём площадь {\displaystyle S} сферы радиуса {\displaystyle r}. Эту сферу можно задать вращением полуокружности
{\displaystyle y={\sqrt {r^{2}-x^{2}}},\quad } {\displaystyle -r\leqslant x\leqslant r,}
вокруг оси абсцисс. Но такое явное задание окружности не непрерывно дифференцируемо, поскольку производная {\displaystyle y'=-{\frac {x}{\sqrt {r^{2}-x^{2}}}}} бесконечна при {\displaystyle x=\pm r}. Поэтому для удобства зададим окружность параметрически:
{\displaystyle x=r\cos t,\quad } {\displaystyle y=r\sin t,\quad } {\displaystyle 0\leqslant t\leqslant \pi .}
Тогда получаем:
{\displaystyle x'=-r\sin t,\quad } {\displaystyle y'=r\cos t,}
{\displaystyle dl=rdt,\quad } {\displaystyle S=2\pi r^{2}\int _{0}^{\pi }\sin t\,dt=4\pi r^{2}.}
Пример. Найдём площадь {\displaystyle S} катеноида, то есть поверхности, которая получается при вращении 
дуги цепной линии
{\displaystyle x=t,\quad } {\displaystyle y=a\operatorname {ch} {\frac {t}{a}},\quad } {\displaystyle -b\leqslant t\leqslant b}
вокруг оси абсцисс.  Сразу получаем:
{\displaystyle x'=1,\quad } {\displaystyle y'=\operatorname {sh} {\frac {t}{a}},}
{\displaystyle dl={\sqrt {1+\operatorname {sh} ^{2}{\frac {t}{a}}}},\quad } {\displaystyle S=2\pi a\int _{-b}^{b}\operatorname {ch} {\frac {t}{a}}{\sqrt {1+\operatorname {sh} ^{2}{\frac {t}{a}}}}\,dt=}
{\displaystyle =2\pi a\int _{-b}^{b}\operatorname {ch} ^{2}{\frac {t}{a}}\,dt=\pi a\int _{-b}^{b}\left(1+\operatorname {ch} {\frac {2t}{a}}\right)\,dt=\pi a\left(2b+a\operatorname {sh} {\frac {2b}{a}}\right).}

### Работа силы
Рассмотрим движение материальной точки {\displaystyle M} по непрерывно дифференцируемой кривой {\displaystyle AB=\{r=r(l)\}}, где {\displaystyle l} — переменная длина дуги, {\displaystyle 0\leqslant l\leqslant L}, причём на точку {\displaystyle M} в положении {\displaystyle r(l)} действует сила {\displaystyle {\vec {F}}(l)}, направленная по касательной к траектории материальной точки в направлении движения и имеющая модуль {\displaystyle F(l)}. Тогда работа {\displaystyle W} силы {\displaystyle {\vec {F}}(l)} вдоль кривой {\displaystyle AB} выражается следующей формулой:
{\displaystyle W=\int _{0}^{L}F(l)\,dl}.
В случае, когда положение материальной точки на траектории её движения задаётся на основе другого параметра {\displaystyle t} (например, времени), причём длина пройденного пути
{\displaystyle l=l(t),\quad } {\displaystyle a\leqslant t\leqslant b,}
непрерывно дифференцируема, то получаем следующую формулу:
{\displaystyle W=\int _{a}^{b}F(l(t))l'(t)\,dt}.

### Статические моменты и центр тяжести кривой

#### Определения
Статические моменты точки {\displaystyle M} относительно осей {\displaystyle Ox} и {\displaystyle Oy} — произведения {\displaystyle my} и {\displaystyle mx} соответственно, где {\displaystyle m} — масса материальной точки {\displaystyle M}, имеющей координаты {\displaystyle x} и {\displaystyle y} на плоскости.
Рассмотрим спрямляемую кривую {\displaystyle AB=\{r(l),\,0\leqslant l\leqslant L\}}, где {\displaystyle l} — переменная длина дуги. Кривая {\displaystyle AB} имеет массу, причём масса её дуги прямо пропорциональна длине дуги, то есть масса дуги длиной {\displaystyle \Delta l} равна {\displaystyle \Delta m=\rho \Delta l}, где {\displaystyle \rho } — некоторая постоянная.
Линейная плотность кривой {\displaystyle AB} — коэффициент пропорциональности {\displaystyle \rho ={\frac {\Delta m}{\Delta l}}}, где дуга длиной {\displaystyle \Delta l} имеет массу {\displaystyle \Delta m}, то есть плотность кривой есть массе длины её дуги, которая приходится на единицу длины этой дуги.
Однородная кривая — кривая с линейной плотностью.
Пусть для простоты в дальнейшем {\displaystyle \rho =1}, то есть дуга длиной {\displaystyle \Delta l} имеет массу {\displaystyle \Delta l}, в частности, масса всей кривой {\displaystyle AB} равна {\displaystyle L}.
Момент кривой относительно оси — момент {\displaystyle M_{x}} ({\displaystyle M_{y}}) кривой {\displaystyle AB} относительно оси {\displaystyle Ox} ({\displaystyle Oy}) равен следующей величине:
{\displaystyle M_{x}=\int _{0}^{L}y\,dl\quad } {\displaystyle \left(M_{y}=\int _{0}^{L}x\,dl\right)}.
Центр тяжести кривой — точка плоскости {\displaystyle P(x_{0},\,y_{0})} такая, что если в ней находится материальная точка с массой {\displaystyle L} всей кривой {\displaystyle AB}, то тогда статический момент этой точки относительно любой координатной оси равен статическому моменту ей кривой относительно той же оси.
По определению получаем, что
{\displaystyle x_{0}L=M_{y},\quad } {\displaystyle y_{0}L=M_{x},}
то есть имеем следующие формулы:
{\displaystyle x_{0}={\frac {1}{L}}\int _{0}^{L}x\,dl,\quad } {\displaystyle y_{0}={\frac {1}{L}}\int _{0}^{L}y\,dl.}

#### Теорема Гульдина
Теорема Гульдина. Площадь поверхности вращения кривой около некоторой не пересекающей её оси равна произведению длины этой кривой и длины окружности, которая описана центром тяжести этой кривой.
Доказательство. Сравним формулу ординаты центра тяжести кривой (непрерывно дифференцируемой без особых точек)
{\displaystyle y_{0}L=\int _{0}^{L}y\,dl}
с формулой площади поверхности вращения этой же кривой вокруг некоторой оси
{\displaystyle S=\int _{0}^{L}2\pi y\,dl},
имеем интересное соотношение
{\displaystyle S=2\pi y_{0}L},
которое и доказывает теорему.
Если у кривой известно положение центра тяжести, то тогда по теорема Гульдина легко находится площадь поверхности вращения этой кривой.

#### Примеры

##### Площадь поверхности вращения окружности
Найдём площадь поверхности, полученной вращением окружности
{\displaystyle S=(x-a)^{2}+y^{2}=r^{2},\,\quad } {\displaystyle 0<r<a,}
не пересекающей ось {\displaystyle Oy}, вокруг этой оси, то есть площадь поверхности тора. Поскольку центр окружности совпадает с её центром тяжести, имеем:
{\displaystyle S=2\pi a\cdot 2\pi r=4\pi ^{2}ar},

##### Центр тяжести цепной линии
Найдём центр тяжести цепной линии, выраженной следующей формулой:
{\displaystyle y=a\operatorname {ch} {\frac {x}{a}},\quad } {\displaystyle -b\leqslant x\leqslant b.}
Цепная линия симметрична относительно оси {\displaystyle Oy}, поэтому момент
{\displaystyle M_{y}=0},
что легко доказать: выберем за начало отсчёта дуг пересечение цепной линии с осью {\displaystyle Oy}, и пусть {\displaystyle 2L} — длина цепной линии, тогда
{\displaystyle M_{y}=\int _{-L}^{L}x(l)\,dl=0},
так как {\displaystyle x(l)} — нечётная функция. И поскольку {\displaystyle 2Lx_{0}=M_{y}}, то получаем первую координату центра тяжести:
{\displaystyle x_{0}=0}.
Рассмотрим выражение для следующего момента
{\displaystyle M_{x}=\int _{-L}^{L}y\,dl},
причём
{\displaystyle 2\pi M_{x}=2\pi y_{0}L=S_{x}},
где {\displaystyle S_{x}} — площадь поверхности вращения цепной линии вокруг оси {\displaystyle Ox}, то есть площадь поверхности катеноида. Но сама по себе площадь поверхности катеноида
{\displaystyle S_{x}=\pi a\left(2b+a\operatorname {sh} {\frac {2b}{a}}\right)},
следовательно, получаем следующее уравнение:
{\displaystyle M_{x}={\frac {a}{2}}\left(2b+a\operatorname {sh} {\frac {2b}{a}}\right)}.
С другой стороны, назначенную длину цепной линии {\displaystyle 2L} легко определить по формуле
{\displaystyle 2L=\int _{-b}^{b}dl=\int _{-b}^{b}{\sqrt {dx^{2}+dy^{2}}}=\int _{-b}^{b}{\sqrt {1+y'^{2}}}\,dx=}
{\displaystyle =\int _{-b}^{b}{\sqrt {1+\operatorname {sh} ^{2}{\frac {x}{a}}}}\,dx=\int _{-b}^{b}\operatorname {ch} {\frac {x}{a}}=a\operatorname {sh} {\frac {x}{a}}{\Bigr |}_{-b}^{b}=2a\operatorname {sh} {\frac {b}{a}}},
откуда вытекает следующая формула для второй координаты центра тяжести:
{\displaystyle y_{0}={\frac {M_{x}}{2L}}={\frac {2b+a\operatorname {sh} {\displaystyle {\frac {2b}{a}}}}{4\operatorname {sh} {\displaystyle {\frac {b}{a}}}}}}.

### Векторный элемент. Циркуляция
Рассмотрим в области {\displaystyle \Omega } трёхмерного пространства векторное поле, которое задано вектор-функцией {\displaystyle {\vec {a}}(M)}, где {\displaystyle M\in \Omega } — переменная точка. Циркуляцию векторного поля вдоль некоторой кусочно-гладкой кривой {\displaystyle AB\subset \Omega } можно записать в виде криволинейного интеграла от скалярного произведения векторов
{\displaystyle \int _{AB}{\vec {a}}\,{\vec {e}}_{t}\,dl=\int _{AB}{\vec {a}}\,d{\vec {l}},\quad } {\displaystyle {\frac {d{\vec {l}}}{dl}}={\vec {e}}_{t},}
где {\displaystyle {\vec {e}}_{t}} — единичный вектор касательной к кривой {\displaystyle AB} (и к дуге {\displaystyle {\stackrel {\smile }{AM}}}) в точке {\displaystyle M}, {\displaystyle l} — длина части кривой {\displaystyle AB} (дуги {\displaystyle {\stackrel {\smile }{AM}}}), отсчитываемая от точки {\displaystyle A} до переменной точки {\displaystyle M\in AB}, {\displaystyle dl} и {\displaystyle d{\vec {l}}} — соответственно скалярный и векторный элементы длины части кривой {\displaystyle AB} (дуги {\displaystyle {\stackrel {\smile }{AM}}}).
В координатной форме, то есть в трёхмерной декартовой системе координат, получаем:
{\displaystyle \int _{AB}{\vec {a}}\,d{\vec {l}}=\int _{AB}X\,dx+Y\,dy+Z\,dz}.
Элемент циркуляции — векторное произведение {\displaystyle {\vec {a}}\,d{\vec {l}}=X\,dx+Y\,dy+Z\,dz}.
Если вектор-функцию {\displaystyle {\vec {a}}(M)} интерпретировать как физическое силовое поле, то рассмотренная циркуляция такого векторного поля {\displaystyle {\vec {a}}(M)} вдоль кривой {\displaystyle AB} есть механическая работа силы поля вдоль пути {\displaystyle AB}.
В электродинамике такие интегралы с {\displaystyle d{\vec {l}}} встречаются при вычислении циркуляций векторов напряжённости электрического и магнитного полей
{\displaystyle \oint {\vec {E}}\cdot d{\vec {l}},\quad \oint {\vec {H}}\cdot d{\vec {l}}}
по замкнутому контуру, фигурирующих, в частности, в двух из четырёх уравнений Максвелла.

## Элемент длины в приложениях приdl=dx(dy= 0)

### Элемент объёма поперечных сечений

Элемент объёма поперечных сечений

Пусть имеется произвольное тело, причём даны все площади {\displaystyle F(x)} его сечений, которые параллельны плоскости {\displaystyle R}, проходящей через начало координат и перпендикулярной оси {\displaystyle OX} (см. рис.). Тогда объём этого тела равен следующему выражению:
{\displaystyle V=\int _{a}^{b}F(x)\,dx},
где {\displaystyle x} — расстояние от сечения {\displaystyle F(x)} до плоскости {\displaystyle R}, {\displaystyle dx} — элемент оси {\displaystyle OX}, {\displaystyle F(x)dx} — элемент объёма поперечных сечений, {\displaystyle a} и {\displaystyle b} — крайние значения координаты {\displaystyle x}.

### Статические моменты и центр тяжести плоской фигуры

#### Определения

Статические моменты плоской фигуры

Пусть дана некоторая плоская фигура {\displaystyle AA'B'B} (см. рис.) — криволинейную трапецию, которая ограничена сверху кривой {\displaystyle AB} с явным уравнением неотрицательной функции {\displaystyle y=f(x)}, и по этой фигуре равномерно распределена масса с постоянной поверхностной плотностью {\displaystyle \rho }. Без умаления общности положим {\displaystyle \rho =1}, то есть масса произвольной части фигуры равна её площади, что всегда подразумевается, когда рассматривают статические моменты (или центр тяжести) плоской фигуры.
Вычислим статические моменты {\displaystyle M_{x}} и {\displaystyle M_{y}} криволинейной трапеции относительно осей координат. Рассмотрим произвольный элемент фигуры как бесконечно узкую вертикальную полоску (см. рис.). Аппроксимировав эту полоску прямоугольником, получаем её массу (и площадь) {\displaystyle ydx}. Пусть масса полоски сосредоточена в её центре тяжести, то есть в центре прямоугольника, что не меняет величины статических моментов. Координаты этого центра тяжести {\displaystyle \left(x+{\frac {1}{2}}dx,\,{\frac {1}{2}}y\right)=\left(x,\,{\frac {1}{2}}y\right)}, поскольку {\displaystyle {\frac {1}{2}}dx\cdot ydx} есть бесконечно малая второго порядка. Поэтому получаем следующие элементарные статические моменты:
{\displaystyle dM_{x}={\frac {1}{2}}y^{2}dx,\quad } {\displaystyle dM_{y}=xydx.}
После суммирования этих элементарных моментов получаем статистические моменты
{\displaystyle M_{x}={\frac {1}{2}}\int _{a}^{b}y^{2}\,dx,\quad } {\displaystyle M_{y}=\int _{a}^{b}xy\,dx,}
где {\displaystyle y=f(x)}.
Так же как и в случае статистических моментов кривой, теперь легко получить формулы для координат {\displaystyle x_{0}} и {\displaystyle y_{0}} центра тяжести плоской фигуры. Пусть {\displaystyle S} — площадь (и масса) фигуры, тогда по основному свойству центра тяжести
{\displaystyle Sx_{0}=M_{y}=\int _{a}^{b}xy\,dx,\quad } {\displaystyle Sy_{0}=M_{x}={\frac {1}{2}}\int _{a}^{b}y^{2}\,dx,}
откуда получаем следующие координаты центра тяжести:
{\displaystyle x_{0}={\frac {1}{S}}M_{y}={\frac {1}{S}}\int _{a}^{b}xy\,dx,\quad } {\displaystyle y_{0}={\frac {1}{S}}M_{x}={\frac {1}{2S}}\int _{a}^{b}y^{2}\,dx.}

#### Теорема Гульдина
Вторая теорема Гульдина. Объём тела вращения плоской фигуры около некоторой не пересекающей её оси равен произведению площади этой фигуры и длины окружности, которая описана центром тяжести этой фигуры.
Доказательство. Сравним формулу ординаты центра тяжести плоской фигуры
{\displaystyle 2y_{0}S=\int _{a}^{b}y^{2}\,dx}
с формулой тела вращения этой же кривой вокруг некоторой оси
{\displaystyle V=\int _{a}^{b}\pi y^{2}\,dx},
имеем интересное соотношение
{\displaystyle V=2\pi y_{0}S},
которое и доказывает теорему.
Эти формулы справедливы и для такой фигуры, которая ограничена снизу и сверху кривыми соответственно
{\displaystyle y_{1}=f_{1}(x),\quad } {\displaystyle y_{2}=f_{2}(x),}
в этом случае имеем следующие формулы статистических моментов:
{\displaystyle M_{x}={\frac {1}{2}}\int _{a}^{b}(y_{2}^{2}-y_{1}^{2})\,dx,\quad } {\displaystyle M_{y}=\int _{a}^{b}x(y_{2}-y_{1})\,dx.}
Преобразование формул для координат центра тяжести очевидны:
{\displaystyle x_{0}={\frac {1}{S}}M_{y}={\frac {1}{S}}\int _{a}^{b}x(y_{2}-y_{1})\,dx,\quad } {\displaystyle y_{0}={\frac {1}{S}}M_{x}={\frac {1}{2S}}\int _{a}^{b}(y_{2}^{2}-y_{1}^{2})\,dx.}
Поскольку площадь такой фигуры есть
{\displaystyle S=\int _{a}^{b}(y_{2}-y_{1})\,dx},
то вторая теорема Гульдина верна и здесь.

#### Примеры

##### Статические моменты и центр тяжести фигуры, ограниченной параболой
Найдём оба статических момента {\displaystyle M_{x}} и {\displaystyle M_{y}}, а также обе координаты {\displaystyle x_{0}} и {\displaystyle y_{0}} центра тяжести плоской фигуры — криволинейной трапеции, которая ограничена сверху параболой {\displaystyle y^{2}=2px}, снизу осью {\displaystyle x} и сбоку прямой, параллельной оси ординат и соответствующей абсциссе {\displaystyle x}. Исходя из уравнения параболы {\displaystyle y={\sqrt {2px}}} и формул
{\displaystyle Sx_{0}=M_{y}=\int _{0}^{x}xy\,dx,\quad } {\displaystyle Sy_{0}=M_{x}={\frac {1}{2}}\int _{0}^{x}y^{2}\,dx,}
получаем следующие выражения для статистических моментов:
{\displaystyle M_{x}={\frac {1}{2}}\int _{0}^{x}2px\,dx={\frac {1}{2}}px^{2}={\frac {1}{4}}y^{2}x,}
{\displaystyle M_{y}=\int _{0}^{x}x{\sqrt {2px}}\,dx={\frac {2}{5}}{\sqrt {2p}}x^{\frac {5}{2}}={\frac {2}{5}}yx^{2}.}
Вычислим площадь криволинейной трапеции:
{\displaystyle S=\int _{0}^{x}{\sqrt {2px}}\,dx={\frac {2}{3}}{\sqrt {2p}}x^{\frac {3}{2}}={\frac {2}{3}}yx.}
Теперь по формулам
{\displaystyle x_{0}={\frac {1}{S}}M_{y},\quad } {\displaystyle y_{0}={\frac {1}{S}}M_{x}}
находим следующие выражения для координат центра тяжести:
{\displaystyle x_{0}={\frac {3}{5}}x,\quad } {\displaystyle y_{0}={\frac {3}{8}}{\sqrt {2px}}={\frac {3}{8}}y.}
По второй теореме Гульдина найдём объём тела вращения данной фигуры вокруг прямой, которой принадлежит правая граница фигуры:
{\displaystyle V=2\pi (x-{\frac {3}{5}}x)S={\frac {8}{15}}\pi x^{2}y.}

##### Центр тяжести фигуры, ограниченной аркой циклоиды и осью абсцисс
Найдём координаты {\displaystyle x_{0}} и {\displaystyle y_{0}} центра тяжести фигуры, ограниченной аркой циклоиды
{\displaystyle x=a(t-\sin t),\quad } {\displaystyle y=a(1-\cos t)}
и осью абсцисс. Поскольку площадь и объём тела вращения данной фигуры около оси абсцисс соответственно равны
{\displaystyle S=3\pi a^{2},\quad } {\displaystyle V=5\pi ^{2}a^{3},}
из соображений симметрии и по второй теореме Гульдина соответственно получаем:
{\displaystyle x_{0}=\pi a,\quad } {\displaystyle y_{0}={\frac {5}{6}}a.}